# Llista d'asteroides/116201–116300
| Nom      | Designació provisional | Data de descobriment | Lloc de descobriment | Descobridor/s |
| -------- | ---------------------- | -------------------- | -------------------- | ------------- |
| 116201 - | 2003 XS15              | 3 de desembre, 2003  | Anderson Mesa        | LONEOS        |
| 116202 - | 2003 XE19              | 14 de desembre, 2003 | Palomar              | NEAT          |
| 116203 - | 2003 XQ20              | 14 de desembre, 2003 | Palomar              | NEAT          |
| 116204 - | 2003 XD22              | 12 de desembre, 2003 | Palomar              | NEAT          |
| 116205 - | 2003 XR22              | 5 de desembre, 2003  | Catalina             | CSS           |
| 116206 - | 2003 XZ32              | 1 de desembre, 2003  | Kitt Peak            | Spacewatch    |
| 116207 - | 2003 XS34              | 3 de desembre, 2003  | Socorro              | LINEAR        |
| 116208 - | 2003 XY34              | 3 de desembre, 2003  | Socorro              | LINEAR        |
| 116209 - | 2003 XC35              | 3 de desembre, 2003  | Socorro              | LINEAR        |
| 116210 - | 2003 XT35              | 3 de desembre, 2003  | Socorro              | LINEAR        |
| 116211 - | 2003 XA36              | 3 de desembre, 2003  | Socorro              | LINEAR        |
| 116212 - | 2003 XP36              | 3 de desembre, 2003  | Socorro              | LINEAR        |
| 116213 - | 2003 XS36              | 3 de desembre, 2003  | Socorro              | LINEAR        |
| 116214 - | 2003 XA37              | 3 de desembre, 2003  | Socorro              | LINEAR        |
| 116215 - | 2003 XW39              | 13 de desembre, 2003 | Palomar              | NEAT          |
| 116216 - | 2003 XA41              | 14 de desembre, 2003 | Kitt Peak            | Spacewatch    |
| 116217 - | 2003 XK41              | 14 de desembre, 2003 | Kitt Peak            | Spacewatch    |
| 116218 - | 2003 XQ42              | 15 de desembre, 2003 | Socorro              | LINEAR        |
| 116219 - | 2003 YH                | 16 de desembre, 2003 | Socorro              | LINEAR        |
| 116220 - | 2003 YO2               | 17 de desembre, 2003 | Kitt Peak            | Spacewatch    |
| 116221 - | 2003 YU3               | 19 de desembre, 2003 | Socorro              | LINEAR        |
| 116222 - | 2003 YW3               | 16 de desembre, 2003 | Catalina             | CSS           |
| 116223 - | 2003 YD4               | 16 de desembre, 2003 | Catalina             | CSS           |
| 116224 - | 2003 YN4               | 16 de desembre, 2003 | Kitt Peak            | Spacewatch    |
| 116225 - | 2003 YS4               | 16 de desembre, 2003 | Kitt Peak            | Spacewatch    |
| 116226 - | 2003 YU4               | 16 de desembre, 2003 | Kitt Peak            | Spacewatch    |
| 116227 - | 2003 YX4               | 16 de desembre, 2003 | Catalina             | CSS           |
| 116228 - | 2003 YZ4               | 16 de desembre, 2003 | Catalina             | CSS           |
| 116229 - | 2003 YF5               | 16 de desembre, 2003 | Kitt Peak            | Spacewatch    |
| 116230 - | 2003 YH5               | 16 de desembre, 2003 | Catalina             | CSS           |
| 116231 - | 2003 YO5               | 16 de desembre, 2003 | Catalina             | CSS           |
| 116232 - | 2003 YW5               | 16 de desembre, 2003 | Kitt Peak            | Spacewatch    |
| 116233 - | 2003 YY5               | 16 de desembre, 2003 | Anderson Mesa        | LONEOS        |
| 116234 - | 2003 YT6               | 17 de desembre, 2003 | Anderson Mesa        | LONEOS        |
| 116235 - | 2003 YW8               | 19 de desembre, 2003 | Socorro              | LINEAR        |
| 116236 - | 2003 YH11              | 17 de desembre, 2003 | Socorro              | LINEAR        |
| 116237 - | 2003 YF12              | 17 de desembre, 2003 | Socorro              | LINEAR        |
| 116238 - | 2003 YJ12              | 17 de desembre, 2003 | Socorro              | LINEAR        |
| 116239 - | 2003 YR12              | 17 de desembre, 2003 | Anderson Mesa        | LONEOS        |
| 116240 - | 2003 YQ13              | 17 de desembre, 2003 | Catalina             | CSS           |
| 116241 - | 2003 YE14              | 17 de desembre, 2003 | Socorro              | LINEAR        |
| 116242 - | 2003 YY14              | 17 de desembre, 2003 | Socorro              | LINEAR        |
| 116243 - | 2003 YF15              | 17 de desembre, 2003 | Socorro              | LINEAR        |
| 116244 - | 2003 YZ15              | 17 de desembre, 2003 | Anderson Mesa        | LONEOS        |
| 116245 - | 2003 YC16              | 17 de desembre, 2003 | Anderson Mesa        | LONEOS        |
| 116246 - | 2003 YK16              | 17 de desembre, 2003 | Anderson Mesa        | LONEOS        |
| 116247 - | 2003 YJ18              | 17 de desembre, 2003 | Kitt Peak            | Spacewatch    |
| 116248 - | 2003 YN20              | 17 de desembre, 2003 | Kitt Peak            | Spacewatch    |
| 116249 - | 2003 YS21              | 17 de desembre, 2003 | Kitt Peak            | Spacewatch    |
| 116250 - | 2003 YK22              | 18 de desembre, 2003 | Socorro              | LINEAR        |
| 116251 - | 2003 YV23              | 17 de desembre, 2003 | Socorro              | LINEAR        |
| 116252 - | 2003 YW23              | 17 de desembre, 2003 | Kitt Peak            | Spacewatch    |
| 116253 - | 2003 YV25              | 18 de desembre, 2003 | Socorro              | LINEAR        |
| 116254 - | 2003 YR26              | 18 de desembre, 2003 | Kitt Peak            | Spacewatch    |
| 116255 - | 2003 YA27              | 16 de desembre, 2003 | Anderson Mesa        | LONEOS        |
| 116256 - | 2003 YF27              | 16 de desembre, 2003 | Črni Vrh             | Črni Vrh      |
| 116257 - | 2003 YY27              | 17 de desembre, 2003 | Palomar              | NEAT          |
| 116258 - | 2003 YY29              | 17 de desembre, 2003 | Palomar              | NEAT          |
| 116259 - | 2003 YB30              | 18 de desembre, 2003 | Kitt Peak            | Spacewatch    |
| 116260 - | 2003 YZ31              | 18 de desembre, 2003 | Kitt Peak            | Spacewatch    |
| 116261 - | 2003 YF32              | 18 de desembre, 2003 | Socorro              | LINEAR        |
| 116262 - | 2003 YJ32              | 18 de desembre, 2003 | Socorro              | LINEAR        |
| 116263 - | 2003 YR32              | 22 de desembre, 2003 | Palomar              | NEAT          |
| 116264 - | 2003 YY32              | 16 de desembre, 2003 | Kitt Peak            | Spacewatch    |
| 116265 - | 2003 YB33              | 16 de desembre, 2003 | Catalina             | CSS           |
| 116266 - | 2003 YF33              | 16 de desembre, 2003 | Kitt Peak            | Spacewatch    |
| 116267 - | 2003 YX33              | 17 de desembre, 2003 | Anderson Mesa        | LONEOS        |
| 116268 - | 2003 YU34              | 18 de desembre, 2003 | Socorro              | LINEAR        |
| 116269 - | 2003 YB35              | 18 de desembre, 2003 | Haleakala            | NEAT          |
| 116270 - | 2003 YJ35              | 19 de desembre, 2003 | Socorro              | LINEAR        |
| 116271 - | 2003 YQ35              | 19 de desembre, 2003 | Socorro              | LINEAR        |
| 116272 - | 2003 YA41              | 19 de desembre, 2003 | Kitt Peak            | Spacewatch    |
| 116273 - | 2003 YX41              | 19 de desembre, 2003 | Kitt Peak            | Spacewatch    |
| 116274 - | 2003 YX42              | 19 de desembre, 2003 | Kitt Peak            | Spacewatch    |
| 116275 - | 2003 YH43              | 19 de desembre, 2003 | Socorro              | LINEAR        |
| 116276 - | 2003 YE44              | 19 de desembre, 2003 | Kitt Peak            | Spacewatch    |
| 116277 - | 2003 YS45              | 17 de desembre, 2003 | Anderson Mesa        | LONEOS        |
| 116278 - | 2003 YY45              | 17 de desembre, 2003 | Socorro              | LINEAR        |
| 116279 - | 2003 YG46              | 17 de desembre, 2003 | Palomar              | NEAT          |
| 116280 - | 2003 YH47              | 17 de desembre, 2003 | Kitt Peak            | Spacewatch    |
| 116281 - | 2003 YR47              | 18 de desembre, 2003 | Socorro              | LINEAR        |
| 116282 - | 2003 YU50              | 18 de desembre, 2003 | Socorro              | LINEAR        |
| 116283 - | 2003 YS51              | 18 de desembre, 2003 | Socorro              | LINEAR        |
| 116284 - | 2003 YC52              | 18 de desembre, 2003 | Socorro              | LINEAR        |
| 116285 - | 2003 YG52              | 18 de desembre, 2003 | Socorro              | LINEAR        |
| 116286 - | 2003 YB53              | 19 de desembre, 2003 | Socorro              | LINEAR        |
| 116287 - | 2003 YF54              | 19 de desembre, 2003 | Kitt Peak            | Spacewatch    |
| 116288 - | 2003 YV54              | 19 de desembre, 2003 | Socorro              | LINEAR        |
| 116289 - | 2003 YO55              | 19 de desembre, 2003 | Socorro              | LINEAR        |
| 116290 - | 2003 YO56              | 19 de desembre, 2003 | Socorro              | LINEAR        |
| 116291 - | 2003 YD57              | 19 de desembre, 2003 | Socorro              | LINEAR        |
| 116292 - | 2003 YO57              | 19 de desembre, 2003 | Socorro              | LINEAR        |
| 116293 - | 2003 YU57              | 19 de desembre, 2003 | Socorro              | LINEAR        |
| 116294 - | 2003 YE58              | 19 de desembre, 2003 | Socorro              | LINEAR        |
| 116295 - | 2003 YL58              | 19 de desembre, 2003 | Socorro              | LINEAR        |
| 116296 - | 2003 YT58              | 19 de desembre, 2003 | Socorro              | LINEAR        |
| 116297 - | 2003 YR59              | 19 de desembre, 2003 | Kitt Peak            | Spacewatch    |
| 116298 - | 2003 YY59              | 19 de desembre, 2003 | Kitt Peak            | Spacewatch    |
| 116299 - | 2003 YJ60              | 19 de desembre, 2003 | Kitt Peak            | Spacewatch    |
| 116300 - | 2003 YW60              | 19 de desembre, 2003 | Socorro              | LINEAR        |